# The Bates
A The Bates egy német, punkrockot játszó együttes volt, mely 1987-ben alakult meg Eschwege városában. Nevüket Alfred Hitchcock, Psycho című filmje ihlette. Az együttes tagjai voltak: Markus Zimmer (ének, basszusgitár, 1987-2001, elhunyt 2006-ban), Thomas Möller (gitár, ének, 1987-1998), Frank Klubescheild (dobok, 1987-2001) és Armin Beck (gitár, 1987-1991). Leginkább világhírű előadók és együttesek dalainak feldolgozása miatt lettek ismertek, mint a The Beatles, Michael Jackson, a Rolling Stones, Sailor, Aneka, Eiffel 65 és Shakespears Sister. 2000-ben az együttes felbomlott, 2001 után már nem adtak ki lemezt.

## Stúdió albumok
- 1989 – No Name for the Baby
- 1990 – Shake
- 1992 – Psycho Junior
- 1993 – The Bates
- 1995 – Pleasure + Pain
- 1996 – Kicks 'n' Chicks
- 1997 – Punk?
- 1998 – IntraVenus
- 1999 – Right Here! Right Now!
- 2000 – 2nd Skin

## Koncertfelvételek
- 1993 – Unfucked: Live
- 1997 – Live

## Kislemezek
- 1994 – Hello
- 1995 – A Real Cool Time
- 1995 – Billie Jean
- 1995 – Say It Isn't So
- 1996 – It's Getting Dark
- 1996 – Poor Boy
- 1997 – Independent Love Song
- 1999 – Bitter End